# Broken China
Vous pouvez aider à l'améliorer ou bien discuter des problèmes sur sa page de discussion.
- Il ne cite pas suffisamment ses sources. Vous pouvez indiquer les passages à sourcer avec {{référence nécessaire}} ou {{Référence souhaitée}}, et inclure les références utiles en les liant aux notes de bas de page. (Marqué depuis mai 2024)
- Certaines informations devraient être mieux reliées aux sources mentionnées dans la bibliographie ou les liens externes. Améliorez sa vérifiabilité en les associant par des références. (Marqué depuis mai 2024)

- Archive Wikiwix
- Bing
- Cairn
- DuckDuckGo
- E. Universalis
- Gallica
- Google
- G. Books
- G. News
- G. Scholar
- Persée
- Qwant
- (zh) Baidu
- (ru) Yandex
- (wd) trouver des œuvres sur Wikidata

Albums de Richard Wright
Identity
(Zee)
(1984)
Broken China est le dernier album solo de Richard Wright, membre de Pink Floyd, sorti en 1996.

## Historique
C'est un album concept en quatre parties basé sur la bataille de Mildred, alors épouse de Rick Wright, contre la dépression, et ressemble beaucoup à un album conceptuel de Pink Floyd dans sa structure et sa présentation générale. Deux chansons, Reaching for the Rail et Breakthrough présentent Sinéad O'Connor au chant, avec Rick aux chœurs. L'album a été enregistré dans le studio personnel de Rick Wright en France. Broken China est le deuxième album solo de Wright après Wet Dream en 1978 et le dernier à sortir avant sa mort en septembre 2008.
David Gilmour, son coéquipier de Pink Floyd, accepta de jouer le solo de guitare sur Breakthrough. Cependant, l'approche de la chanson fut éventuellement modifié et la performance de Gilmour n'a pas été utilisé sur la version de l'album. Toutefois sur le DVD David Gilmour in Concert, une apparition est faite par Rick Wright, qui chante Breakthrough accompagné de David et de son groupe.
La pochette est de Storm Thorgerson, qui avait déjà signé les pochettes des albums de Pink Floyd de la grande époque.

## Titres
1. Breaking Water (Wright/Anthony Moore) – 2:28
2. Night of a Thousand Furry Toys (Wright/Moore) – 4:22
3. Hidden Fear (Wright/Gerry Gordon) – 3:28
4. Runaway (Moore) – 4:00
5. Unfair Ground (Wright) – 2:21
6. Satellite (Wright) – 4:06
7. Woman of Custom (Moore) – 3:44
8. Interlude (Wright) – 1:16
9. Black Cloud (Wright) – 3:19
10. Far from the Harbour Wall (Wright/Moore) – 6:19
11. Drowning (Wright) – 1:38
12. Reaching for the Rail (Wright/Moore) – 6:30
13. Blue Room in Venice (Wright/Gordon) – 2:47
14. Sweet July (Wright) – 4:13
15. Along the Shoreline (Wright/Moore) – 4:36
16. Breakthrough (Wright/Moore) – 4:19

## Musiciens
- Richard Wright : claviers, piano, programmation, synthétiseur, chant, coproduction
- Tim Renwick : guitare
- Dominic Miller : guitare
- Steven Bolton : guitare
- Pino Palladino : basse
- Manu Katché : batterie, percussions
- Sian Bell : violoncelle
- Kate St. John : hautbois, cor anglais
- Maz Palladino : chœurs
- Sinéad O'Connor : chant sur Reaching for the Rail et Breakthrough
- Anthony Moore : , programmation des ordinateurs et des synthés, arrangements, voix sur (2), textes sur  (1, 2, 10, 12, 15, 16) textes et musique sur (4, 7), coproduction

## Design
- Storm Thorgerson, Peter Curzon - Design de la pochette
- Tony May - Photographie
- Jason Reddy - Design sur ordinateurs
- Julien Mils, Finlay Cowan - Artisans